# Windmühle Logabirum
Die Windmühle Logabirum, auch Windmühle „Frisia“ oder Windmühle Eiklenborg, ist eine zweistöckige Holländerwindmühle in Logabirum im Landkreis Leer (Ostfriesland). Das denkmalgeschützte Bauwerk ist die letzte Holländerwindmühle im Gebiet der Stadt Leer.

## Geschichte
Gebaut wurde die Getreidemühle mit Sägewerk vom Mühlenbauer Menno Bernhard Toeldste Dirks aus Emden für Jan Gerads Eiklenborg. Der Bau begann im Dezember 1894 und 1895 wurde die Mühle in Betrieb genommen. Anfangs wurde der reetgedeckte Galerieholländer mit Steert und Segelgatterflügeln betrieben. Der Sohn des Erbauers Johann Gerhard Eiklenborg übernahm den Betrieb im Jahr 1933 und stellte 1935/36 den Antrieb der Horizontal-Gattersäge und der Getreidemühle von Windkraft auf Elektromotoren um, wobei der Betrieb durch Windkraft weiterhin möglich blieb. Im Jahr 1937 wurde auch der Mühlensteert durch eine Windrose und die Segelflügel durch Jalousieklappenflügel ersetzt. Kurz vor dem Ende des Zweiten Weltkriegs wurde der Windrosenbock in Brand geschossen aber zügig wieder repariert und das Reet der Mühlenkappe 1948 durch Dachpappe ersetzt. Jan Gerhard Eiklenborg aus der dritten Generation übernahm die Mühle 1968 und betrieb sie bis 1975 als Peldemühle und Sägerei. Im Jahr 1995 wurde der Mühlenverein Logabirum von 1995 gegründet, um die Mühle zu erhalten. Die Mühle erhielt eine neue Galerie und 1996 wurde die Mühlenkappe, später auch der Achtkant wieder mit Reet gedeckt. Die bis heute voll funktionsfähige Mühle verfügt über einen Schrotgang mit Windantrieb und einen weiteren mit Motorantrieb. Darüber hinaus gibt es einen Walzenstuhl, eine Hammermühle und die Sägerei. Die Mühle ist bis heute im Familienbesitz.